# Crenopharynx marioni
Crenopharynx marioni är en rundmaskart som först beskrevs av Rowland Southern 1914. Enligt Catalogue of Life ingår Crenopharynx marioni i släktet Crenopharynx och familjen Phanodermatidae, men enligt Dyntaxa är tillhörigheten istället släktet Crenopharynx och familjen Phanerodermatidae. Arten är reproducerande i Sverige. Inga underarter finns listade i Catalogue of Life.